# 美國海軍航空系統司令部
海軍航空系統司令部（英語：Naval Air Systems Command）是美國海軍負責提供飛機裝備和機載武器系統的指揮單位，也是系統司令部之一。总部位于马里兰州圣玛丽斯县帕塔克森特河边的帕图森河海军航空站，前身是海軍武器局。任務是為海軍與海軍陸戰隊操作各式的航空器提供全生命週期支援，包含研究、設計、開發、系統工程、採購、測試和評估、培訓、維修以及後勤。